# 飯南郡

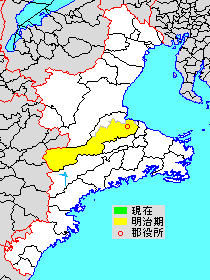
三重県飯南郡の範囲

飯南郡（いいなんぐん）は、三重県にあった郡。

## 郡域
1896年（明治29年）に行政区画として発足した当時の郡域は、以下の区域にあたる。
- 松阪市の大部分（東黒部町、乙部町、牛草町、蓮花寺町、大垣内町以東および松ヶ島町、久米町、美濃田町、小阿坂町、嬉野森本町、与原町、後山町、柚原町、嬉野上小川町以北の両地域を除く）にあたる。
- 多気郡多気町の一部（下出江・上出江）

## 歴史

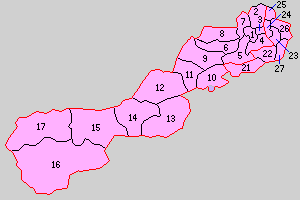
1.松阪町 2.港村 3.鈴止村 4.神戸村 5.花岡村 6.松尾村 7.松江村 8.伊勢寺村 9.大河内村 10.茅広江村 11.大石村 12.柿野村 13.粥見村 14.宮前村 15.川俣村 16.森村 17.波瀬村 21.射和村 22.神山村 23.櫛田村 24.朝見村 25.西黒部村 26.機殿村 27.漕代村（桃：松阪市 紫：多気郡多気町）

- 明治29年（1896年）4月1日 - 郡制の施行のため、飯高郡・飯野郡の区域をもって飯南郡が発足。茅広江村の一部を除く全域が現・松阪市。（1町23村）
  - 旧・飯高郡（1町16村） - 松阪町、港村、鈴止村、神戸村、花岡村、松尾村、松江村、伊勢寺村、大河内村、茅広江村、大石村、柿野村、粥見村、宮前村、川俣村、森村、波瀬村
  - 旧・飯野郡（7村） - 射和村、神山村、櫛田村、朝見村、西黒部村、機殿村、漕代村
- 明治30年（1897年）9月1日 - 郡制を施行。郡役所が松阪町に設置。
- 明治41年（1908年）4月1日 - 神山村が分割し、一部（中万・上蛸路・下蛸路・八太）が射和村に、残部（山添・安楽・山下）が櫛田村にそれぞれ編入。（1町22村）
- 大正10年（1921年）1月1日 - 鈴止村が松阪町に編入。（1町21村）
- 大正12年（1923年）4月1日 - 郡会が廃止。郡役所は存続。
- 大正13年（1924年）
  - 1月1日 - 柿野村が町制施行して柿野町となる。（2町20村）
  - 4月1日 - 港村の一部（鎌田・松阪・石津・荒木・郷津・高町屋・大口）が松阪町に編入。
- 大正15年（1926年）7月1日 - 郡役所が廃止。以降は地域区分名称となる。
- 昭和6年（1931年）4月1日 - 神戸村が松阪町に編入。（2町19村）
- 昭和7年（1932年）7月1日 - 花岡村が町制施行して花岡町となる。（3町18村）
- 昭和8年（1933年）
  - 2月1日 - 松阪町が市制施行して松阪市となり、郡より離脱。（2町18村）
  - 2月11日 - 粥見村が町制施行して粥見町となる。（3町17村）
- 昭和23年（1948年）12月25日 - 松江村・朝見村が松阪市に編入。（3町15村）
- 昭和26年（1951年）12月1日 - 伊勢寺村が松阪市に編入。（3町14村）
- 昭和27年（1952年）12月1日 - 機殿村が松阪市に編入。（3町13村）
- 昭和29年（1954年）10月15日 - 花岡町・西黒部村・港村・松尾村が松阪市に編入。（2町10村）
- 昭和30年（1955年）4月1日 - 漕代村・射和村・茅広江村・大石村が松阪市に編入。（2町6村）
- 昭和31年（1956年）8月1日（2町2村）
  - 粥見町・柿野町が合併して飯南町が発足。
  - 宮前村・川俣村・森村・波瀬村が合併して飯高町が発足。
- 昭和32年（1957年）10月1日 - 大河内村・櫛田村が松阪市に編入。（2町）
- 平成17年（2005年）1月1日 - 飯南町・飯高町が松阪市・一志郡嬉野町・三雲町と合併し、改めて松阪市が発足。同日飯南郡消滅。

### 変遷表
| 明治以前       | 明治以前       | 明治初年 - 明治6年  | 明治7年 - 明治22年 | 旧 郡    | 明治22年 4月1日 町村制施行 | 明治22年 - 昭和19年         | 明治22年 - 昭和19年        | 昭和20年 - 昭和64年           | 昭和20年 - 昭和64年               | 平成元年 - 現在             | 現在          |
| -------------- | -------------- | ------------------- | ------------------ | -------- | -------------------------- | --------------------------- | -------------------------- | ----------------------------- | --------------------------------- | --------------------------- | ------------- |
| 滝野村         | 滝野村         | 明治6年 改称 宮前村 | 明治7年 宮前村     | 飯 高 郡 | 宮前村                     | 宮前村                      | 宮前村                     | 宮前村                        | 昭和31年8月1日 飯高町             | 平成17年1月1日 松阪市       | 松阪市        |
| 木地小屋村     | 木地小屋村     | 木地小屋村          | 明治7年 宮前村     | 飯 高 郡 | 宮前村                     | 宮前村                      | 宮前村                     | 宮前村                        | 昭和31年8月1日 飯高町             | 平成17年1月1日 松阪市       | 松阪市        |
| 下滝野村       | 下滝野村       | 下滝野村            | 下滝野村           | 飯 高 郡 | 宮前村                     | 宮前村                      | 宮前村                     | 宮前村                        | 昭和31年8月1日 飯高町             | 平成17年1月1日 松阪市       | 松阪市        |
| 野々口村       | 野々口村       | 野々口村            | 明治7年 野々口村   | 飯 高 郡 | 宮前村                     | 宮前村                      | 宮前村                     | 宮前村                        | 昭和31年8月1日 飯高町             | 平成17年1月1日 松阪市       | 松阪市        |
| 神殿村         | 神殿村         | 神殿村              | 明治7年 野々口村   | 飯 高 郡 | 宮前村                     | 宮前村                      | 宮前村                     | 宮前村                        | 昭和31年8月1日 飯高町             | 平成17年1月1日 松阪市       | 松阪市        |
| 赤桶村         | 赤桶村         | 赤桶村              | 明治7年 赤桶村     | 飯 高 郡 | 宮前村                     | 宮前村                      | 宮前村                     | 宮前村                        | 昭和31年8月1日 飯高町             | 平成17年1月1日 松阪市       | 松阪市        |
| 赤池村         | 赤池村         | 赤池村              | 明治7年 赤桶村     | 飯 高 郡 | 宮前村                     | 宮前村                      | 宮前村                     | 宮前村                        | 昭和31年8月1日 飯高町             | 平成17年1月1日 松阪市       | 松阪市        |
| 作滝村         | 作滝村         | 作滝村              | 作滝村             | 飯 高 郡 | 宮前村                     | 宮前村                      | 宮前村                     | 宮前村                        | 昭和31年8月1日 飯高町             | 平成17年1月1日 松阪市       | 松阪市        |
| 田引村         | 田引村         | 田引村              | 田引村             | 飯 高 郡 | 川俣村                     | 川俣村                      | 川俣村                     | 川俣村                        | 昭和31年8月1日 飯高町             | 平成17年1月1日 松阪市       | 松阪市        |
| 粟野村         | 粟野村         | 粟野村              | 粟野村             | 飯 高 郡 | 川俣村                     | 川俣村                      | 川俣村                     | 川俣村                        | 昭和31年8月1日 飯高町             | 平成17年1月1日 松阪市       | 松阪市        |
| 富永村         | 富永村         | 富永村              | 富永村             | 飯 高 郡 | 川俣村                     | 川俣村                      | 川俣村                     | 川俣村                        | 昭和31年8月1日 飯高町             | 平成17年1月1日 松阪市       | 松阪市        |
| 七日市村       | 七日市村       | 七日市村            | 七日市村           | 飯 高 郡 | 川俣村                     | 川俣村                      | 川俣村                     | 川俣村                        | 昭和31年8月1日 飯高町             | 平成17年1月1日 松阪市       | 松阪市        |
| 谷野村         | 谷野村         | 明治初年 宮本村     | 宮本村             | 飯 高 郡 | 川俣村                     | 川俣村                      | 川俣村                     | 川俣村                        | 昭和31年8月1日 飯高町             | 平成17年1月1日 松阪市       | 松阪市        |
| 栃川村         |                | 明治初年 宮本村     | 宮本村             | 飯 高 郡 | 川俣村                     | 川俣村                      | 川俣村                     | 川俣村                        | 昭和31年8月1日 飯高町             | 平成17年1月1日 松阪市       | 松阪市        |
| 犬飼村         | 犬飼村         | 明治初年 森村       | 森村               | 飯 高 郡 | 森村                       | 森村                        | 森村                       | 森村                          | 昭和31年8月1日 飯高町             | 平成17年1月1日 松阪市       | 松阪市        |
| 深野村         |                | 明治初年 森村       | 森村               | 飯 高 郡 | 森村                       | 森村                        | 森村                       | 森村                          | 昭和31年8月1日 飯高町             | 平成17年1月1日 松阪市       | 松阪市        |
| 家野村         |                | 明治初年 森村       | 森村               | 飯 高 郡 | 森村                       | 森村                        | 森村                       | 森村                          | 昭和31年8月1日 飯高町             | 平成17年1月1日 松阪市       | 松阪市        |
| 大俣村         |                | 明治初年 森村       | 森村               | 飯 高 郡 | 森村                       | 森村                        | 森村                       | 森村                          | 昭和31年8月1日 飯高町             | 平成17年1月1日 松阪市       | 松阪市        |
| 柏野村         |                | 明治初年 森村       | 森村               | 飯 高 郡 | 森村                       | 森村                        | 森村                       | 森村                          | 昭和31年8月1日 飯高町             | 平成17年1月1日 松阪市       | 松阪市        |
| 久谷村         |                | 明治初年 森村       | 森村               | 飯 高 郡 | 森村                       | 森村                        | 森村                       | 森村                          | 昭和31年8月1日 飯高町             | 平成17年1月1日 松阪市       | 松阪市        |
| 塩ヶ瀬村       |                | 明治初年 森村       | 森村               | 飯 高 郡 | 森村                       | 森村                        | 森村                       | 森村                          | 昭和31年8月1日 飯高町             | 平成17年1月1日 松阪市       | 松阪市        |
| 猿山村         | 猿山村         | 猿山村              | 猿山村             | 飯 高 郡 | 森村                       | 森村                        | 森村                       | 森村                          | 昭和31年8月1日 飯高町             | 平成17年1月1日 松阪市       | 松阪市        |
| 蓮村           | 蓮村           | 蓮村                | 蓮村               | 飯 高 郡 | 森村                       | 森村                        | 森村                       | 森村                          | 昭和31年8月1日 飯高町             | 平成17年1月1日 松阪市       | 松阪市        |
| 青田村         | 青田村         | 青田村              | 青田村             | 飯 高 郡 | 森村                       | 森村                        | 森村                       | 森村                          | 昭和31年8月1日 飯高町             | 平成17年1月1日 松阪市       | 松阪市        |
| 波瀬村         | 波瀬村         | 波瀬村              | 波瀬村             | 飯 高 郡 | 波瀬村                     | 波瀬村                      | 波瀬村                     | 波瀬村                        | 昭和31年8月1日 飯高町             | 平成17年1月1日 松阪市       | 松阪市        |
| 乙栗子村       | 乙栗子村       | 乙栗子村            | 乙栗子村           | 飯 高 郡 | 波瀬村                     | 波瀬村                      | 波瀬村                     | 波瀬村                        | 昭和31年8月1日 飯高町             | 平成17年1月1日 松阪市       | 松阪市        |
| 加波村         | 加波村         | 加波村              | 加波村             | 飯 高 郡 | 波瀬村                     | 波瀬村                      | 波瀬村                     | 波瀬村                        | 昭和31年8月1日 飯高町             | 平成17年1月1日 松阪市       | 松阪市        |
| 桑原村         | 桑原村         | 桑原村              | 桑原村             | 飯 高 郡 | 波瀬村                     | 波瀬村                      | 波瀬村                     | 波瀬村                        | 昭和31年8月1日 飯高町             | 平成17年1月1日 松阪市       | 松阪市        |
| 月出村         | 月出村         | 月出村              | 月出村             | 飯 高 郡 | 波瀬村                     | 波瀬村                      | 波瀬村                     | 波瀬村                        | 昭和31年8月1日 飯高町             | 平成17年1月1日 松阪市       | 松阪市        |
| 落方村         | 落方村         | 落方村              | 落方村             | 飯 高 郡 | 波瀬村                     | 波瀬村                      | 波瀬村                     | 波瀬村                        | 昭和31年8月1日 飯高町             | 平成17年1月1日 松阪市       | 松阪市        |
| 太良木村       | 太良木村       | 太良木村            | 太良木村           | 飯 高 郡 | 波瀬村                     | 波瀬村                      | 波瀬村                     | 波瀬村                        | 昭和31年8月1日 飯高町             | 平成17年1月1日 松阪市       | 松阪市        |
| 草鹿野村       | 草鹿野村       | 草鹿野村            | 草鹿野村           | 飯 高 郡 | 波瀬村                     | 波瀬村                      | 波瀬村                     | 波瀬村                        | 昭和31年8月1日 飯高町             | 平成17年1月1日 松阪市       | 松阪市        |
| 船戸村         | 船戸村         | 船戸村              | 船戸村             | 飯 高 郡 | 波瀬村                     | 波瀬村                      | 波瀬村                     | 波瀬村                        | 昭和31年8月1日 飯高町             | 平成17年1月1日 松阪市       | 松阪市        |
| 木梶村         | 木梶村         | 木梶村              | 木梶村             | 飯 高 郡 | 波瀬村                     | 波瀬村                      | 波瀬村                     | 波瀬村                        | 昭和31年8月1日 飯高町             | 平成17年1月1日 松阪市       | 松阪市        |
| 栃谷村         | 栃谷村         | 栃谷村              | 栃谷村             | 飯 高 郡 | 波瀬村                     | 波瀬村                      | 波瀬村                     | 波瀬村                        | 昭和31年8月1日 飯高町             | 平成17年1月1日 松阪市       | 松阪市        |
| 深野村         | 深野村         | 深野村              | 深野村             | 飯 高 郡 | 柿野村                     | 大正13年1月1日 町制 柿野町  | 大正13年1月1日 町制 柿野町 | 柿野町                        | 昭和31年8月1日 飯南町             | 平成17年1月1日 松阪市       | 松阪市        |
| 横野村         | 横野村         | 横野村              | 横野村             | 飯 高 郡 | 柿野村                     | 大正13年1月1日 町制 柿野町  | 大正13年1月1日 町制 柿野町 | 柿野町                        | 昭和31年8月1日 飯南町             | 平成17年1月1日 松阪市       | 松阪市        |
| 下仁柿村       | 下仁柿村       | 下仁柿村            | 下仁柿村           | 飯 高 郡 | 柿野村                     | 大正13年1月1日 町制 柿野町  | 大正13年1月1日 町制 柿野町 | 柿野町                        | 昭和31年8月1日 飯南町             | 平成17年1月1日 松阪市       | 松阪市        |
| 上仁柿村       | 上仁柿村       | 上仁柿村            | 上仁柿村           | 飯 高 郡 | 柿野村                     | 大正13年1月1日 町制 柿野町  | 大正13年1月1日 町制 柿野町 | 柿野町                        | 昭和31年8月1日 飯南町             | 平成17年1月1日 松阪市       | 松阪市        |
| 有間野村       | 有間野村       | 明治初年 有間野村   | 有間野村           | 飯 高 郡 | 粥見村                     | 粥見村                      | 昭和8年2月11日 町制 粥見町 | 粥見町                        | 昭和31年8月1日 飯南町             | 平成17年1月1日 松阪市       | 松阪市        |
| 下栃川村       |                | 明治初年 有間野村   | 有間野村           | 飯 高 郡 | 粥見村                     | 粥見村                      | 昭和8年2月11日 町制 粥見町 | 粥見町                        | 昭和31年8月1日 飯南町             | 平成17年1月1日 松阪市       | 松阪市        |
| 神原村         |                | 明治初年 有間野村   | 有間野村           | 飯 高 郡 | 粥見村                     | 粥見村                      | 昭和8年2月11日 町制 粥見町 | 粥見町                        | 昭和31年8月1日 飯南町             | 平成17年1月1日 松阪市       | 松阪市        |
| 粥見村         | 粥見村         | 粥見村              | 粥見村             | 飯 高 郡 | 粥見村                     | 粥見村                      | 昭和8年2月11日 町制 粥見町 | 粥見町                        | 昭和31年8月1日 飯南町             | 平成17年1月1日 松阪市       | 松阪市        |
| 多気郡向粥見村 | 多気郡向粥見村 | 多気郡向粥見村      | 多気郡向粥見村     | 飯 高 郡 | 粥見村                     | 粥見村                      | 昭和8年2月11日 町制 粥見町 | 粥見町                        | 昭和31年8月1日 飯南町             | 平成17年1月1日 松阪市       | 松阪市        |
| 西黒部村       | 西黒部村       | 西黒部村            | 西黒部村           | 飯 野 郡 | 西黒部村                   | 西黒部村                    | 西黒部村                   | 昭和29年10月15日 松阪市に編入 | 松阪市                            | 平成17年1月1日 松阪市       | 松阪市        |
| 松名瀬村       | 松名瀬村       | 松名瀬村            | 松名瀬村           | 飯 野 郡 | 西黒部村                   | 西黒部村                    | 西黒部村                   | 昭和29年10月15日 松阪市に編入 | 松阪市                            | 平成17年1月1日 松阪市       | 松阪市        |
| 六根村         | 六根村         | 六根村              | 六根村             | 飯 野 郡 | 機殿村                     | 機殿村                      | 機殿村                     | 昭和27年12月1日 松阪市に編入  | 松阪市                            | 平成17年1月1日 松阪市       | 松阪市        |
| 川島村         | 川島村         | 川島村              | 川島村             | 飯 野 郡 | 機殿村                     | 機殿村                      | 機殿村                     | 昭和27年12月1日 松阪市に編入  | 松阪市                            | 平成17年1月1日 松阪市       | 松阪市        |
| 新開村         | 新開村         | 新開村              | 新開村             | 飯 野 郡 | 機殿村                     | 機殿村                      | 機殿村                     | 昭和27年12月1日 松阪市に編入  | 松阪市                            | 平成17年1月1日 松阪市       | 松阪市        |
| 保津村         | 保津村         | 保津村              | 保津村             | 飯 野 郡 | 機殿村                     | 機殿村                      | 機殿村                     | 昭和27年12月1日 松阪市に編入  | 松阪市                            | 平成17年1月1日 松阪市       | 松阪市        |
| 魚見村         | 魚見村         | 魚見村              | 魚見村             | 飯 野 郡 | 機殿村                     | 機殿村                      | 機殿村                     | 昭和27年12月1日 松阪市に編入  | 松阪市                            | 平成17年1月1日 松阪市       | 松阪市        |
| 腹太村         | 腹太村         | 腹太村              | 腹太村             | 飯 野 郡 | 機殿村                     | 機殿村                      | 機殿村                     | 昭和27年12月1日 松阪市に編入  | 松阪市                            | 平成17年1月1日 松阪市       | 松阪市        |
| 井口村         | 井口村         | 井口村              | 明治8年 井口中村   | 飯 野 郡 | 機殿村                     | 機殿村                      | 機殿村                     | 昭和27年12月1日 松阪市に編入  | 松阪市                            | 平成17年1月1日 松阪市       | 松阪市        |
| 中河原村       | 中河原村       | 中河原村            | 明治8年 井口中村   | 飯 野 郡 | 機殿村                     | 機殿村                      | 機殿村                     | 昭和27年12月1日 松阪市に編入  | 松阪市                            | 平成17年1月1日 松阪市       | 松阪市        |
| 久保村         | 久保村         | 飯野郡久保村        | 飯野郡久保村       | 飯 野 郡 | 機殿村                     | 機殿村                      | 機殿村                     | 昭和27年12月1日 松阪市に編入  | 松阪市                            | 平成17年1月1日 松阪市       | 松阪市        |
| 朝田村         | 朝田村         | 朝田村              | 朝田村             | 飯 野 郡 | 朝見村                     | 朝見村                      | 朝見村                     | 昭和23年12月25日 松阪市に編入 | 松阪市                            | 平成17年1月1日 松阪市       | 松阪市        |
| 下七見村       | 下七見村       | 下七見村            | 下七見村           | 飯 野 郡 | 朝見村                     | 朝見村                      | 朝見村                     | 昭和23年12月25日 松阪市に編入 | 松阪市                            | 平成17年1月1日 松阪市       | 松阪市        |
| 新屋敷村       | 新屋敷村       | 新屋敷村            | 新屋敷村           | 飯 野 郡 | 朝見村                     | 朝見村                      | 朝見村                     | 昭和23年12月25日 松阪市に編入 | 松阪市                            | 平成17年1月1日 松阪市       | 松阪市        |
| 和屋村         | 和屋村         | 和屋村              | 和屋村             | 飯 野 郡 | 朝見村                     | 朝見村                      | 朝見村                     | 昭和23年12月25日 松阪市に編入 | 松阪市                            | 平成17年1月1日 松阪市       | 松阪市        |
| 立利村         | 立利村         | 立利村              | 明治8年 立田村     | 飯 野 郡 | 朝見村                     | 朝見村                      | 朝見村                     | 昭和23年12月25日 松阪市に編入 | 松阪市                            | 平成17年1月1日 松阪市       | 松阪市        |
| 才田村         | 才田村         | 才田村              | 明治8年 立田村     | 飯 野 郡 | 朝見村                     | 朝見村                      | 朝見村                     | 昭和23年12月25日 松阪市に編入 | 松阪市                            | 平成17年1月1日 松阪市       | 松阪市        |
| 佐久米村       | 佐久米村       | 佐久米村            | 佐久米村           | 飯 野 郡 | 朝見村                     | 朝見村                      | 朝見村                     | 昭和23年12月25日 松阪市に編入 | 松阪市                            | 平成17年1月1日 松阪市       | 松阪市        |
| 大宮田村       | 大宮田村       | 大宮田村            | 大宮田村           | 飯 野 郡 | 朝見村                     | 朝見村                      | 朝見村                     | 昭和23年12月25日 松阪市に編入 | 松阪市                            | 平成17年1月1日 松阪市       | 松阪市        |
| 西野々村       | 西野々村       | 西野々村            | 西野々村           | 飯 野 郡 | 朝見村                     | 朝見村                      | 朝見村                     | 昭和23年12月25日 松阪市に編入 | 松阪市                            | 平成17年1月1日 松阪市       | 松阪市        |
| 古井村         | 古井村         | 古井村              | 古井村             | 飯 野 郡 | 朝見村                     | 朝見村                      | 朝見村                     | 昭和23年12月25日 松阪市に編入 | 松阪市                            | 平成17年1月1日 松阪市       | 松阪市        |
| 早馬瀬村       | 早馬瀬村       | 早馬瀬村            | 早馬瀬村           | 飯 野 郡 | 漕代村                     | 漕代村                      | 漕代村                     | 昭和30年4月1日 松阪市に編入   | 松阪市                            | 平成17年1月1日 松阪市       | 松阪市        |
| 高木村         | 高木村         | 高木村              | 高木村             | 飯 野 郡 | 漕代村                     | 漕代村                      | 漕代村                     | 昭和30年4月1日 松阪市に編入   | 松阪市                            | 平成17年1月1日 松阪市       | 松阪市        |
| 稲木村         | 稲木村         | 稲木村              | 稲木村             | 飯 野 郡 | 漕代村                     | 漕代村                      | 漕代村                     | 昭和30年4月1日 松阪市に編入   | 松阪市                            | 平成17年1月1日 松阪市       | 松阪市        |
| 横地村         | 横地村         | 横地村              | 横地村             | 飯 野 郡 | 漕代村                     | 漕代村                      | 漕代村                     | 昭和30年4月1日 松阪市に編入   | 松阪市                            | 平成17年1月1日 松阪市       | 松阪市        |
| 目田村         | 目田村         | 目田村              | 目田村             | 飯 野 郡 | 漕代村                     | 漕代村                      | 漕代村                     | 昭和30年4月1日 松阪市に編入   | 松阪市                            | 平成17年1月1日 松阪市       | 松阪市        |
| 伊勢場村       | 伊勢場村       | 伊勢場村            | 伊勢場村           | 飯 野 郡 | 漕代村                     | 漕代村                      | 漕代村                     | 昭和30年4月1日 松阪市に編入   | 松阪市                            | 平成17年1月1日 松阪市       | 松阪市        |
| 法田村         | 法田村         | 法田村              | 法田村             | 飯 野 郡 | 漕代村                     | 漕代村                      | 漕代村                     | 昭和30年4月1日 松阪市に編入   | 松阪市                            | 平成17年1月1日 松阪市       | 松阪市        |
| 射和村         | 射和村         | 射和村              | 射和村             | 飯 野 郡 | 射和村                     | 射和村                      | 射和村                     | 昭和30年4月1日 松阪市に編入   | 松阪市                            | 平成17年1月1日 松阪市       | 松阪市        |
| 御麻生薗村     | 御麻生薗村     | 御麻生薗村          | 御麻生薗村         | 飯 野 郡 | 射和村                     | 射和村                      | 射和村                     | 昭和30年4月1日 松阪市に編入   | 松阪市                            | 平成17年1月1日 松阪市       | 松阪市        |
| 庄村           | 庄村           | 庄村                | 庄村               | 飯 野 郡 | 射和村                     | 射和村                      | 射和村                     | 昭和30年4月1日 松阪市に編入   | 松阪市                            | 平成17年1月1日 松阪市       | 松阪市        |
| 阿波曽村       | 阿波曽村       | 阿波曽村            | 阿波曽村           | 飯 野 郡 | 射和村                     | 射和村                      | 射和村                     | 昭和30年4月1日 松阪市に編入   | 松阪市                            | 平成17年1月1日 松阪市       | 松阪市        |
| 中万村         | 中万村         | 中万村              | 中万村             | 飯 野 郡 | 神山村                     | 明治41年4月1日 射和村に編入 | 射和村                     | 昭和30年4月1日 松阪市に編入   | 松阪市                            | 平成17年1月1日 松阪市       | 松阪市        |
| 上蛸路村       | 上蛸路村       | 上蛸路村            | 上蛸路村           | 飯 野 郡 | 神山村                     | 明治41年4月1日 射和村に編入 | 射和村                     | 昭和30年4月1日 松阪市に編入   | 松阪市                            | 平成17年1月1日 松阪市       | 松阪市        |
| 下蛸路村       | 下蛸路村       | 下蛸路村            | 下蛸路村           | 飯 野 郡 | 神山村                     | 明治41年4月1日 射和村に編入 | 射和村                     | 昭和30年4月1日 松阪市に編入   | 松阪市                            | 平成17年1月1日 松阪市       | 松阪市        |
| 八太村         | 八太村         | 八太村              | 八太村             | 飯 野 郡 | 神山村                     | 明治41年4月1日 射和村に編入 | 射和村                     | 昭和30年4月1日 松阪市に編入   | 松阪市                            | 平成17年1月1日 松阪市       | 松阪市        |
| 山添村         | 山添村         | 山添村              | 山添村             | 飯 野 郡 | 神山村                     | 明治41年4月1日 櫛田村に編入 | 櫛田村                     | 櫛田村                        | 昭和32年10月1日 松阪市に編入      | 平成17年1月1日 松阪市       | 松阪市        |
| 安楽村         | 安楽村         | 安楽村              | 安楽村             | 飯 野 郡 | 神山村                     | 明治41年4月1日 櫛田村に編入 | 櫛田村                     | 櫛田村                        | 昭和32年10月1日 松阪市に編入      | 平成17年1月1日 松阪市       | 松阪市        |
| 山下村         | 山下村         | 山下村              | 山下村             | 飯 野 郡 | 神山村                     | 明治41年4月1日 櫛田村に編入 | 櫛田村                     | 櫛田村                        | 昭和32年10月1日 松阪市に編入      | 平成17年1月1日 松阪市       | 松阪市        |
| 豊原村         | 豊原村         | 豊原村              | 明治7年 豊原村     | 飯 野 郡 | 櫛田村                     | 櫛田村                      | 櫛田村                     | 櫛田村                        | 昭和32年10月1日 松阪市に編入      | 平成17年1月1日 松阪市       | 松阪市        |
| 伊賀町村       | 伊賀町村       | 伊賀町村            | 明治7年 豊原村     | 飯 野 郡 | 櫛田村                     | 櫛田村                      | 櫛田村                     | 櫛田村                        | 昭和32年10月1日 松阪市に編入      | 平成17年1月1日 松阪市       | 松阪市        |
| 陰陽村         | 陰陽村         | 陰陽村              | 明治7年 豊原村     | 飯 野 郡 | 櫛田村                     | 櫛田村                      | 櫛田村                     | 櫛田村                        | 昭和32年10月1日 松阪市に編入      | 平成17年1月1日 松阪市       | 松阪市        |
| 櫛田村         | 櫛田村         | 櫛田村              | 櫛田村             | 飯 野 郡 | 櫛田村                     | 櫛田村                      | 櫛田村                     | 櫛田村                        | 昭和32年10月1日 松阪市に編入      | 平成17年1月1日 松阪市       | 松阪市        |
| 清水村         | 清水村         | 清水村              | 清水村             | 飯 野 郡 | 櫛田村                     | 櫛田村                      | 櫛田村                     | 櫛田村                        | 昭和32年10月1日 松阪市に編入      | 平成17年1月1日 松阪市       | 松阪市        |
| 菅生村         | 菅生村         | 菅生村              | 菅生村             | 飯 野 郡 | 櫛田村                     | 櫛田村                      | 櫛田村                     | 櫛田村                        | 昭和32年10月1日 松阪市に編入      | 平成17年1月1日 松阪市       | 松阪市        |
| 上七見村       | 上七見村       | 上七見村            | 上七見村           | 飯 野 郡 | 櫛田村                     | 櫛田村                      | 櫛田村                     | 櫛田村                        | 昭和32年10月1日 松阪市に編入      | 平成17年1月1日 松阪市       | 松阪市        |
| 坂内村         | 坂内村         | 坂内村              | 坂内村             | 飯 高 郡 | 大河内村                   | 大河内村                    | 大河内村                   | 大河内村                      | 昭和32年10月1日 松阪市に編入      | 平成17年1月1日 松阪市       | 松阪市        |
| 辻原村         | 辻原村         | 辻原村              | 辻原村             | 飯 高 郡 | 大河内村                   | 大河内村                    | 大河内村                   | 大河内村                      | 昭和32年10月1日 松阪市に編入      | 平成17年1月1日 松阪市       | 松阪市        |
| 大河内村       | 大河内村       | 大河内村            | 大河内村           | 飯 高 郡 | 大河内村                   | 大河内村                    | 大河内村                   | 大河内村                      | 昭和32年10月1日 松阪市に編入      | 平成17年1月1日 松阪市       | 松阪市        |
| 寺井村         | 寺井村         | 寺井村              | 明治9年 笹川村     | 飯 高 郡 | 大河内村                   | 大河内村                    | 大河内村                   | 大河内村                      | 昭和32年10月1日 松阪市に編入      | 平成17年1月1日 松阪市       | 松阪市        |
| 山村           | 山村           | 山村                | 明治9年 笹川村     | 飯 高 郡 | 大河内村                   | 大河内村                    | 大河内村                   | 大河内村                      | 昭和32年10月1日 松阪市に編入      | 平成17年1月1日 松阪市       | 松阪市        |
| 矢津村         | 矢津村         | 矢津村              | 矢津村             | 飯 高 郡 | 大河内村                   | 大河内村                    | 大河内村                   | 大河内村                      | 昭和32年10月1日 松阪市に編入      | 平成17年1月1日 松阪市       | 松阪市        |
| 勢津村         | 勢津村         | 勢津村              | 勢津村             | 飯 高 郡 | 大河内村                   | 大河内村                    | 大河内村                   | 大河内村                      | 昭和32年10月1日 松阪市に編入      | 平成17年1月1日 松阪市       | 松阪市        |
| 桂瀬村         | 桂瀬村         | 桂瀬村              | 桂瀬村             | 飯 高 郡 | 大河内村                   | 大河内村                    | 大河内村                   | 大河内村                      | 昭和32年10月1日 松阪市に編入      | 平成17年1月1日 松阪市       | 松阪市        |
| 山室村         | 一部           | 山室村              | 山室村             | 飯 高 郡 | 大河内村                   | 大河内村                    | 大河内村                   | 大河内村                      | 昭和32年10月1日 松阪市に編入      | 平成17年1月1日 松阪市       | 松阪市        |
| 山室村         | 一部を除く     | 山室村              | 山室村             | 飯 高 郡 | 花岡村                     | 花岡村                      | 昭和7年7月1日 町制 花岡町  | 昭和29年10月15日 松阪市に編入 | 松阪市                            | 平成17年1月1日 松阪市       | 松阪市        |
| 山室村         | 一部           | 山室村              | 山室村             | 飯 高 郡 | 松尾村                     | 松尾村                      | 松尾村                     | 昭和29年10月15日 松阪市に編入 | 松阪市                            | 平成17年1月1日 松阪市       | 松阪市        |
| 山室村         | 一部           | 山室村              | 山室村             | 飯 高 郡 | 松江村                     | 松江村                      | 松江村                     | 昭和23年12月25日 松阪市に編入 | 松阪市                            | 平成17年1月1日 松阪市       | 松阪市        |
| 船江村         | 船江村         | 船江村              | 船江村             | 飯 高 郡 | 松江村                     | 松江村                      | 松江村                     | 昭和23年12月25日 松阪市に編入 | 松阪市                            | 平成17年1月1日 松阪市       | 松阪市        |
| 井村           | 井村           | 井村                | 井村               | 飯 高 郡 | 松江村                     | 松江村                      | 松江村                     | 昭和23年12月25日 松阪市に編入 | 松阪市                            | 平成17年1月1日 松阪市       | 松阪市        |
| 外五曲村       | 外五曲村       | 外五曲村            | 外五曲村           | 飯 高 郡 | 松江村                     | 松江村                      | 松江村                     | 昭和23年12月25日 松阪市に編入 | 松阪市                            | 平成17年1月1日 松阪市       | 松阪市        |
| 塚本村         | 塚本村         | 塚本村              | 塚本村             | 飯 高 郡 | 松江村                     | 松江村                      | 松江村                     | 昭和23年12月25日 松阪市に編入 | 松阪市                            | 平成17年1月1日 松阪市       | 松阪市        |
| 曲リ村         | 曲リ村         | 曲リ村              | 曲リ村             | 飯 高 郡 | 松江村                     | 松江村                      | 松江村                     | 昭和23年12月25日 松阪市に編入 | 松阪市                            | 平成17年1月1日 松阪市       | 松阪市        |
| 田牧村         | 田牧村         | 田牧村              | 田牧村             | 飯 高 郡 | 松江村                     | 松江村                      | 松江村                     | 昭和23年12月25日 松阪市に編入 | 松阪市                            | 平成17年1月1日 松阪市       | 松阪市        |
| 西之庄村       | 一部を除く     | 西之庄村            | 西之庄村           | 飯 高 郡 | 松江村                     | 松江村                      | 松江村                     | 昭和23年12月25日 松阪市に編入 | 松阪市                            | 平成17年1月1日 松阪市       | 松阪市        |
| 西之庄村       | 一部           | 西之庄村            | 西之庄村           | 飯 高 郡 | 松阪町                     | 松阪町                      | 昭和8年2月1日 市制 松阪市  | 松阪市                        | 松阪市                            | 平成17年1月1日 松阪市       | 松阪市        |
| 垣鼻村         | 一部           | 垣鼻村              | 垣鼻村             | 飯 高 郡 | 松阪町                     | 松阪町                      | 昭和8年2月1日 市制 松阪市  | 松阪市                        | 松阪市                            | 平成17年1月1日 松阪市       | 松阪市        |
| 垣鼻村         | 一部を除く     | 垣鼻村              | 垣鼻村             | 飯 高 郡 | 神戸村                     | 昭和6年4月1日 松阪町に編入  | 昭和8年2月1日 市制 松阪市  | 松阪市                        | 松阪市                            | 平成17年1月1日 松阪市       | 松阪市        |
| 下村           | 下村           | 下村                | 下村               | 飯 高 郡 | 神戸村                     | 昭和6年4月1日 松阪町に編入  | 昭和8年2月1日 市制 松阪市  | 松阪市                        | 松阪市                            | 平成17年1月1日 松阪市       | 松阪市        |
| 上川村         | 上川村         | 上川村              | 上川村             | 飯 高 郡 | 神戸村                     | 昭和6年4月1日 松阪町に編入  | 昭和8年2月1日 市制 松阪市  | 松阪市                        | 松阪市                            | 平成17年1月1日 松阪市       | 松阪市        |
| 久保村         | 久保村         | 飯高郡久保村        | 飯高郡久保村       | 飯 高 郡 | 神戸村                     | 昭和6年4月1日 松阪町に編入  | 昭和8年2月1日 市制 松阪市  | 松阪市                        | 松阪市                            | 平成17年1月1日 松阪市       | 松阪市        |
| 大津村         | 大津村         | 大津村              | 大津村             | 飯 高 郡 | 神戸村                     | 昭和6年4月1日 松阪町に編入  | 昭和8年2月1日 市制 松阪市  | 松阪市                        | 松阪市                            | 平成17年1月1日 松阪市       | 松阪市        |
| 田原村         | 田原村         | 田原村              | 田原村             | 飯 高 郡 | 神戸村                     | 昭和6年4月1日 松阪町に編入  | 昭和8年2月1日 市制 松阪市  | 松阪市                        | 松阪市                            | 平成17年1月1日 松阪市       | 松阪市        |
| 東岸江村       | 一部           | 東岸江村            | 東岸江村           | 飯 高 郡 | 神戸村                     | 昭和6年4月1日 松阪町に編入  | 昭和8年2月1日 市制 松阪市  | 松阪市                        | 松阪市                            | 平成17年1月1日 松阪市       | 松阪市        |
| 東岸江村       | 一部           | 東岸江村            | 東岸江村           | 飯 高 郡 | 鈴止村                     | 大正10年1月1日 松阪町に編入 | 昭和8年2月1日 市制 松阪市  | 松阪市                        | 松阪市                            | 平成17年1月1日 松阪市       | 松阪市        |
| 矢川村         | 矢川村         | 矢川村              | 矢川村             | 飯 高 郡 | 鈴止村                     | 大正10年1月1日 松阪町に編入 | 昭和8年2月1日 市制 松阪市  | 松阪市                        | 松阪市                            | 平成17年1月1日 松阪市       | 松阪市        |
| 西岸江村       | 一部を除く     | 西岸江村            | 西岸江村           | 飯 高 郡 | 鈴止村                     | 大正10年1月1日 松阪町に編入 | 昭和8年2月1日 市制 松阪市  | 松阪市                        | 松阪市                            | 平成17年1月1日 松阪市       | 松阪市        |
| 西岸江村       | 一部           | 西岸江村            | 西岸江村           | 飯 高 郡 | 神戸村                     | 昭和6年4月1日 松阪町に編入  | 昭和8年2月1日 市制 松阪市  | 松阪市                        | 松阪市                            | 平成17年1月1日 松阪市       | 松阪市        |
| 西岸江村       | 一部           | 西岸江村            | 西岸江村           | 飯 高 郡 | 松阪町                     | 松阪町                      | 昭和8年2月1日 市制 松阪市  | 松阪市                        | 松阪市                            | 平成17年1月1日 松阪市       | 松阪市        |
| 鎌田村         | 一部           | 鎌田村              | 鎌田村             | 飯 高 郡 | 松阪町                     | 松阪町                      | 昭和8年2月1日 市制 松阪市  | 松阪市                        | 松阪市                            | 平成17年1月1日 松阪市       | 松阪市        |
| 鎌田村         | 一部を除く     | 鎌田村              | 鎌田村             | 飯 高 郡 | 港村                       | 大正13年4月1日 松阪町に編入 | 昭和8年2月1日 市制 松阪市  | 松阪市                        | 松阪市                            | 平成17年1月1日 松阪市       | 松阪市        |
| 大口村         | 大口村         | 大口村              | 大口村             | 飯 高 郡 | 港村                       | 大正13年4月1日 松阪町に編入 | 昭和8年2月1日 市制 松阪市  | 松阪市                        | 松阪市                            | 平成17年1月1日 松阪市       | 松阪市        |
| 高町屋村       | 高町屋村       | 高町屋村            | 高町屋村           | 飯 高 郡 | 港村                       | 大正13年4月1日 松阪町に編入 | 昭和8年2月1日 市制 松阪市  | 松阪市                        | 松阪市                            | 平成17年1月1日 松阪市       | 松阪市        |
| 郷津村         | 郷津村         | 郷津村              | 郷津村             | 飯 高 郡 | 港村                       | 大正13年4月1日 松阪町に編入 | 昭和8年2月1日 市制 松阪市  | 松阪市                        | 松阪市                            | 平成17年1月1日 松阪市       | 松阪市        |
| 石津村         | 石津村         | 石津村              | 石津村             | 飯 高 郡 | 港村                       | 大正13年4月1日 松阪町に編入 | 昭和8年2月1日 市制 松阪市  | 松阪市                        | 松阪市                            | 平成17年1月1日 松阪市       | 松阪市        |
| 荒木村         | 荒木村         | 荒木村              | 荒木村             | 飯 高 郡 | 港村                       | 大正13年4月1日 松阪町に編入 | 昭和8年2月1日 市制 松阪市  | 松阪市                        | 松阪市                            | 平成17年1月1日 松阪市       | 松阪市        |
| 松坂城下       | 一部           | 松坂城下            | 松坂城下           | 飯 高 郡 | 港村                       | 大正13年4月1日 松阪町に編入 | 昭和8年2月1日 市制 松阪市  | 松阪市                        | 松阪市                            | 平成17年1月1日 松阪市       | 松阪市        |
| 松坂城下       | 一部           | 松坂城下            | 松坂城下           | 飯 高 郡 | 松江村                     | 松江村                      | 松江村                     | 昭和23年12月25日 松阪市に編入 | 松阪市                            | 平成17年1月1日 松阪市       | 松阪市        |
| 松坂城下       | 一部           | 松坂城下            | 松坂城下           | 飯 高 郡 | 松阪町                     | 松阪町                      | 昭和8年2月1日 市制 松阪市  | 松阪市                        | 松阪市                            | 平成17年1月1日 松阪市       | 松阪市        |
| 松坂町作地     | 松坂町作地     | 松坂町作地          | 松坂町作地         | 飯 高 郡 | 松阪町                     | 松阪町                      | 昭和8年2月1日 市制 松阪市  | 松阪市                        | 松阪市                            | 平成17年1月1日 松阪市       | 松阪市        |
| 大黒田村       | 一部           | 大黒田村            | 大黒田村           | 飯 高 郡 | 松阪町                     | 松阪町                      | 昭和8年2月1日 市制 松阪市  | 松阪市                        | 松阪市                            | 平成17年1月1日 松阪市       | 松阪市        |
| 大黒田村       | 一部を除く     | 大黒田村            | 大黒田村           | 飯 高 郡 | 花岡村                     | 花岡村                      | 昭和7年7月1日 町制 花岡町  | 昭和29年10月15日 松阪市に編入 | 松阪市                            | 平成17年1月1日 松阪市       | 松阪市        |
| 駅部田村       | 駅部田村       | 駅部田村            | 駅部田村           | 飯 高 郡 | 花岡村                     | 花岡村                      | 昭和7年7月1日 町制 花岡町  | 昭和29年10月15日 松阪市に編入 | 松阪市                            | 平成17年1月1日 松阪市       | 松阪市        |
| 小黒田村       | 小黒田村       | 小黒田村            | 小黒田村           | 飯 高 郡 | 花岡村                     | 花岡村                      | 昭和7年7月1日 町制 花岡町  | 昭和29年10月15日 松阪市に編入 | 松阪市                            | 平成17年1月1日 松阪市       | 松阪市        |
| 内五曲村       | 内五曲村       | 内五曲村            | 内五曲村           | 飯 高 郡 | 花岡村                     | 花岡村                      | 昭和7年7月1日 町制 花岡町  | 昭和29年10月15日 松阪市に編入 | 松阪市                            | 平成17年1月1日 松阪市       | 松阪市        |
| 田村           | 田村           | 田村                | 田村               | 飯 高 郡 | 花岡村                     | 花岡村                      | 昭和7年7月1日 町制 花岡町  | 昭和29年10月15日 松阪市に編入 | 松阪市                            | 平成17年1月1日 松阪市       | 松阪市        |
| 大塚村         | 大塚村         | 大塚村              | 大塚村             | 飯 高 郡 | 港村                       | 港村                        | 港村                       | 昭和29年10月15日 松阪市に編入 | 松阪市                            | 平成17年1月1日 松阪市       | 松阪市        |
| 久保田村       | 久保田村       | 久保田村            | 久保田村           | 飯 高 郡 | 港村                       | 港村                        | 港村                       | 昭和29年10月15日 松阪市に編入 | 松阪市                            | 平成17年1月1日 松阪市       | 松阪市        |
| 新松ヶ島村     | 新松ヶ島村     | 新松ヶ島村          | 新松ヶ島村         | 飯 高 郡 | 港村                       | 港村                        | 港村                       | 昭和29年10月15日 松阪市に編入 | 松阪市                            | 平成17年1月1日 松阪市       | 松阪市        |
| 町平尾村       | 町平尾村       | 町平尾村            | 町平尾村           | 飯 高 郡 | 港村                       | 港村                        | 港村                       | 昭和29年10月15日 松阪市に編入 | 松阪市                            | 平成17年1月1日 松阪市       | 松阪市        |
| 大平尾村       | 大平尾村       | 大平尾村            | 大平尾村           | 飯 高 郡 | 港村                       | 港村                        | 港村                       | 昭和29年10月15日 松阪市に編入 | 松阪市                            | 平成17年1月1日 松阪市       | 松阪市        |
| 猟師村         | 猟師村         | 猟師村              | 猟師村             | 飯 高 郡 | 港村                       | 港村                        | 港村                       | 昭和29年10月15日 松阪市に編入 | 松阪市                            | 平成17年1月1日 松阪市       | 松阪市        |
| 丹生寺村       | 丹生寺村       | 丹生寺村            | 丹生寺村           | 飯 高 郡 | 松尾村                     | 松尾村                      | 松尾村                     | 昭和29年10月15日 松阪市に編入 | 松阪市                            | 平成17年1月1日 松阪市       | 松阪市        |
| 立野村         | 立野村         | 立野村              | 立野村             | 飯 高 郡 | 松尾村                     | 松尾村                      | 松尾村                     | 昭和29年10月15日 松阪市に編入 | 松阪市                            | 平成17年1月1日 松阪市       | 松阪市        |
| 岡本村         | 岡本村         | 岡本村              | 岡本村             | 飯 高 郡 | 松尾村                     | 松尾村                      | 松尾村                     | 昭和29年10月15日 松阪市に編入 | 松阪市                            | 平成17年1月1日 松阪市       | 松阪市        |
| 藤ノ木村       | 藤ノ木村       | 藤ノ木村            | 藤ノ木村           | 飯 高 郡 | 松尾村                     | 松尾村                      | 松尾村                     | 昭和29年10月15日 松阪市に編入 | 松阪市                            | 平成17年1月1日 松阪市       | 松阪市        |
| 阿形村         | 阿形村         | 阿形村              | 阿形村             | 飯 高 郡 | 松尾村                     | 松尾村                      | 松尾村                     | 昭和29年10月15日 松阪市に編入 | 松阪市                            | 平成17年1月1日 松阪市       | 松阪市        |
| 大足村         | 大足村         | 大足村              | 大足村             | 飯 高 郡 | 松尾村                     | 松尾村                      | 松尾村                     | 昭和29年10月15日 松阪市に編入 | 松阪市                            | 平成17年1月1日 松阪市       | 松阪市        |
| 西野村         | 西野村         | 西野村              | 西野村             | 飯 高 郡 | 松尾村                     | 松尾村                      | 松尾村                     | 昭和29年10月15日 松阪市に編入 | 松阪市                            | 平成17年1月1日 松阪市       | 松阪市        |
| 伊勢寺村       | 一部           | 伊勢寺村            | 伊勢寺村           | 飯 高 郡 | 松尾村                     | 松尾村                      | 松尾村                     | 昭和29年10月15日 松阪市に編入 | 松阪市                            | 平成17年1月1日 松阪市       | 松阪市        |
| 伊勢寺村       | 一部を除く     | 伊勢寺村            | 伊勢寺村           | 飯 高 郡 | 伊勢寺村                   | 伊勢寺村                    | 伊勢寺村                   | 昭和26年12月1日 松阪市に編入  | 松阪市                            | 平成17年1月1日 松阪市       | 松阪市        |
| 深長村         | 深長村         | 深長村              | 深長村             | 飯 高 郡 | 伊勢寺村                   | 伊勢寺村                    | 伊勢寺村                   | 昭和26年12月1日 松阪市に編入  | 松阪市                            | 平成17年1月1日 松阪市       | 松阪市        |
| 野村           | 野村           | 野村                | 野村               | 飯 高 郡 | 伊勢寺村                   | 伊勢寺村                    | 伊勢寺村                   | 昭和26年12月1日 松阪市に編入  | 松阪市                            | 平成17年1月1日 松阪市       | 松阪市        |
| 岩内村         | 岩内村         | 岩内村              | 岩内村             | 飯 高 郡 | 伊勢寺村                   | 伊勢寺村                    | 伊勢寺村                   | 昭和26年12月1日 松阪市に編入  | 松阪市                            | 平成17年1月1日 松阪市       | 松阪市        |
| 八重田村       | 八重田村       | 八重田村            | 八重田村           | 飯 高 郡 | 伊勢寺村                   | 伊勢寺村                    | 伊勢寺村                   | 昭和26年12月1日 松阪市に編入  | 松阪市                            | 平成17年1月1日 松阪市       | 松阪市        |
| 殿村           | 殿村           | 殿村                | 殿村               | 飯 高 郡 | 伊勢寺村                   | 伊勢寺村                    | 伊勢寺村                   | 昭和26年12月1日 松阪市に編入  | 松阪市                            | 平成17年1月1日 松阪市       | 松阪市        |
| 大石村         | 大石村         | 大石村              | 大石村             | 飯 高 郡 | 大石村                     | 大石村                      | 大石村                     | 昭和30年4月1日 松阪市に編入   | 松阪市                            | 平成17年1月1日 松阪市       | 松阪市        |
| 小片野村       | 小片野村       | 小片野村            | 小片野村           | 飯 高 郡 | 大石村                     | 大石村                      | 大石村                     | 昭和30年4月1日 松阪市に編入   | 松阪市                            | 平成17年1月1日 松阪市       | 松阪市        |
| 六呂木村       | 六呂木村       | 六呂木村            | 六呂木村           | 飯 高 郡 | 大石村                     | 大石村                      | 大石村                     | 昭和30年4月1日 松阪市に編入   | 松阪市                            | 平成17年1月1日 松阪市       | 松阪市        |
| 上茅原田村     | 上茅原田村     | 上茅原田村          | 明治9年 茅原村     | 飯 高 郡 | 茅広江村                   | 茅広江村                    | 茅広江村                   | 昭和30年4月1日 松阪市に編入   | 松阪市                            | 平成17年1月1日 松阪市       | 松阪市        |
| 下茅原田村     | 下茅原田村     | 下茅原田村          | 明治9年 茅原村     | 飯 高 郡 | 茅広江村                   | 茅広江村                    | 茅広江村                   | 昭和30年4月1日 松阪市に編入   | 松阪市                            | 平成17年1月1日 松阪市       | 松阪市        |
| 広瀬村         | 広瀬村         | 広瀬村              | 広瀬村             | 飯 高 郡 | 茅広江村                   | 茅広江村                    | 茅広江村                   | 昭和30年4月1日 松阪市に編入   | 松阪市                            | 平成17年1月1日 松阪市       | 松阪市        |
| 下出江村       | 下出江村       | 下出江村            | 下出江村           | 飯 高 郡 | 茅広江村                   | 茅広江村                    | 茅広江村                   | 昭和30年4月1日 松阪市に編入   | 昭和30年8月1日 多気郡勢和村に編入 | 平成18年1月1日 多気郡多気町 | 多気郡 多気町 |
| 上出江村       | 上出江村       | 上出江村            | 上出江村           | 飯 高 郡 | 茅広江村                   | 茅広江村                    | 茅広江村                   | 昭和30年4月1日 松阪市に編入   | 昭和30年8月1日 多気郡勢和村に編入 | 平成18年1月1日 多気郡多気町 | 多気郡 多気町 |

## 行政
歴代郡長
| 代 | 氏名     | 就任年月日                 | 退任年月日                | 備考                   |
| -- | -------- | -------------------------- | ------------------------- | ---------------------- |
| 1  | 山本如水 | 明治29年（1896年）4月1日   |                           |                        |
| 2  | 橋本三郎 | 明治32年（1899年）4月27日  |                           |                        |
| 3  | 野村盛賢 | 明治35年（1902年）5月29日  |                           |                        |
| 4  | 小松良   | 明治35年（1902年）11月10日 |                           |                        |
| 5  | 甘粕春吉 | 明治37年（1904年）12月28日 |                           |                        |
| 6  | 川田茂通 | 明治45年（1912年）6月22日  |                           |                        |
| 7  | 倉田有吉 | 大正6年（1917年）2月28日   |                           |                        |
| 8  | 北野孝一 | 大正8年（1919年）1月21日   |                           |                        |
| 9  | 光田信   | 大正12年（1923年）2月17日  |                           |                        |
| 10 | 清水谷徹 | 大正12年（1923年）10月29日 | 大正15年（1926年）6月30日 | 郡役所廃止により、廃官 |

## 関連文献
- 飯南郡史 - Google ブックス（飯南ト人材編纂会、1916年、NDLJP:955842）